# Shah Alam II
Shah Alam II, tên khai sinh là Ali Gohar hay Ali Gauhar (25 tháng 6 năm 1728 - 19 tháng 11 năm 1806) là Hoàng đế Mogul  thứ 17 và là con trai của Hoàng đế Alamgir II. Shah Alam II trở thành hoàng đế của Đế quốc Mogul đang trên đà sụp đổ. Quyền lực của ông đã suy giảm đáng kể trong thời trị vì của mình, điều này đã dẫn đến một câu nói bằng tiếng Ba Tư, Sultanat-e-Shah Alam, Az Dilli ta Palam, có nghĩa là, Đế chế của Shah Alam là từ Delhi đến Palam, Palam là một vùng ngoại ô của Delhi.
Shah Alam đã phải đối mặt với nhiều cuộc xâm lược, chủ yếu là của Tiểu vương Afghanistan, Ahmed Shah Abdali, dẫn đến Trận chiến Panipat thứ ba giữa Đế quốc Maratha, người duy trì quyền độc tôn đối với các vấn đề của Mughal ở Delhi và người Afghanistan do Abdali lãnh đạo. Năm 1760, lực lượng xâm lược của Abdali bị người Marathi, dẫn đầu là Sadashivrao Bhau, người đã phế truất Shah Jahan III, hoàng đế Mogul bù nhìn của Feroze Jung III, và phong Shah Alam II làm hoàng đế hợp pháp dưới sự kiểm soát của Maratha.
Shah Alam II được coi là hoàng đế hợp pháp và duy nhất, nhưng ông đã không thể trở lại Delhi cho đến năm 1772, dưới sự bảo vệ của tướng Maratha Mahadaji Shinde. Ông cũng chiến đấu chống lại Công ty Đông Ấn Anh trong trận Buxar.
Shah Alam II là tác giả của bài thơ Diwan và được biết đến với bút danh Aftab. Những bài thơ của ông do Mirza Fakhir Makin hướng dẫn, biên soạn và sưu tầm.
Shah Alam cũng đã viết cuốn sách nổi tiếng Ajaib-ul-Qasas, được coi là một trong những cuốn sách văn xuôi xuất sắc và sớm nhất bằng tiếng Urdu.

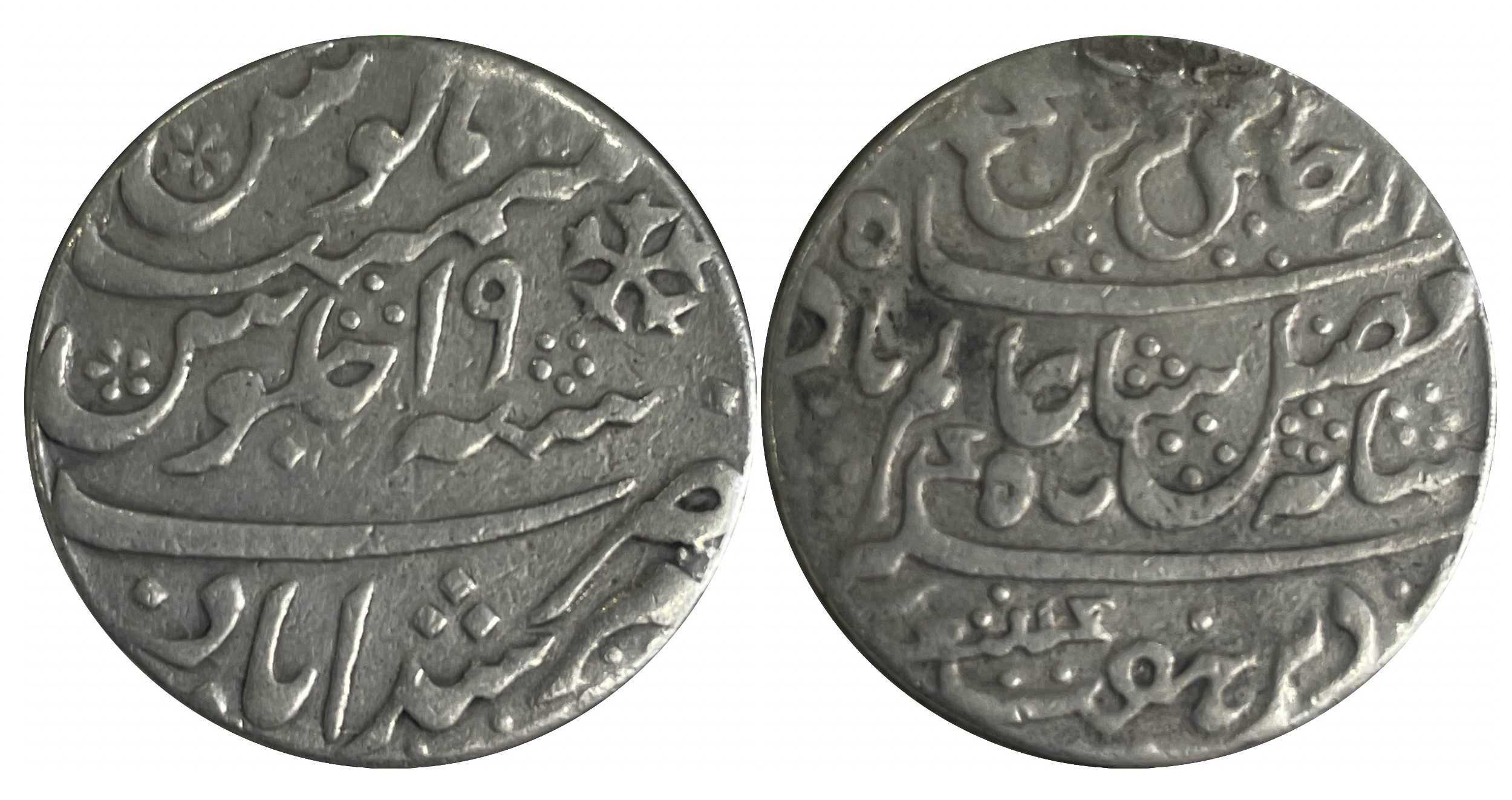
Xu bạc: 1 Rupee được Công ty Đông Ấn Anh cho đúc theo danh nghĩa của Hoàng đế Shah Alam II, 1792, trên mặt xu có danh xưng của Hoàng đế Mogul